# Giovanni Stefano Doria
Giovanni Stefano Doria a été le 101e doge de Gênes du 5 juillet 1633 au 5 juillet 1635.